# 緬甸纓鬚鰍
缅甸纓鬚鳅（学名：Syncrossus berdmorei）为輻鰭魚綱鯉形目沙鳅科纓鬚鳅属的鱼类，為熱帶淡水魚，分布於亞洲中国、緬甸伊洛瓦底江及泰國水系等，體長可達11公分，棲息在水質清澈的山區溪流底層水域，可作為觀賞魚。

## 扩展阅读
維基物種上的相關：缅甸纓鬚鳅